# Diocosma callichroa
Diocosma callichroa är en fjärilsart som beskrevs av Edward Meyrick 1909. Diocosma callichroa ingår i släktet Diocosma och familjen praktmalar, Oecophoridae. Inga underarter finns listade i Catalogue of Life.